# Complesso Khoja Akhrar
Il complesso Khoja Akhrar è un complesso religioso di Samarcanda, in Uzbekistan.
Khoja Akhrar (il cui nome completo era Khoja ʿUbayd Allāh ibn Khoja Maḥmūd ibn Khoja Shihāb al-Dīn Shāshī), nato nella regione di Tashkent verso il 1490 e morto a Samarcanda, era un famoso sufi dell'ordine mistico della Naqshbandiyya, che ha sempre avuto una grande influenza in Uzbekistan. Di lui spese grandi parole anche il poeta persiano Giami.
Nel 1630 il reggente di Samarcanda, Nodir Divan Begi, ordinò la costruzione di una moschea e di una madrasa accanto alla tomba dello sceicco. La madrasa somiglia a quella del Registan la madrasa Cher-Dor avendo le decorazioni quasi uguali. Nel 1909 venne eretto il minareto per opera dell'architetto Sagdullāh.
Nel corso del XX secolo il compresso andò in rovina per poi essere ristrutturato.

## Galleria d'immagini

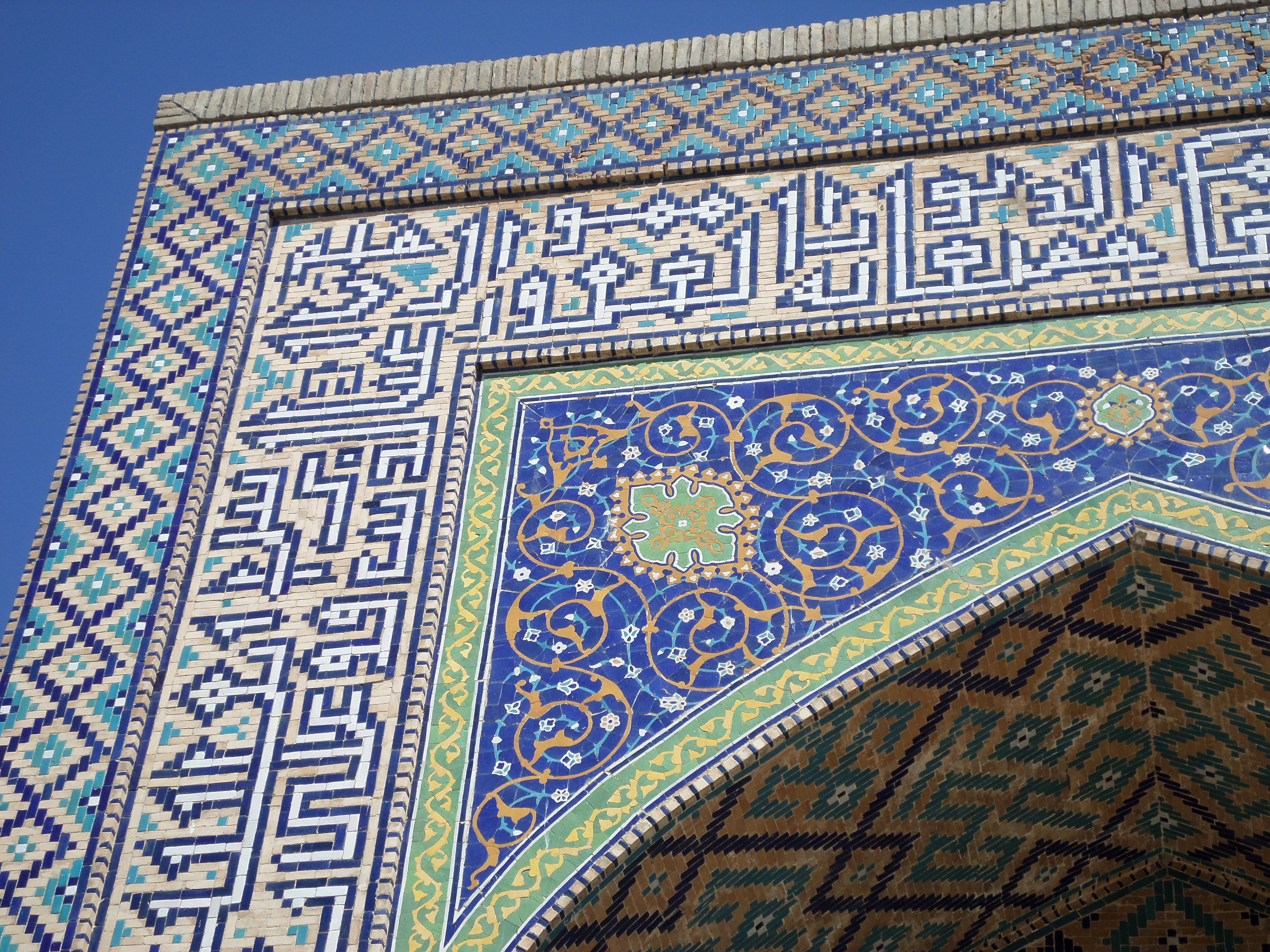
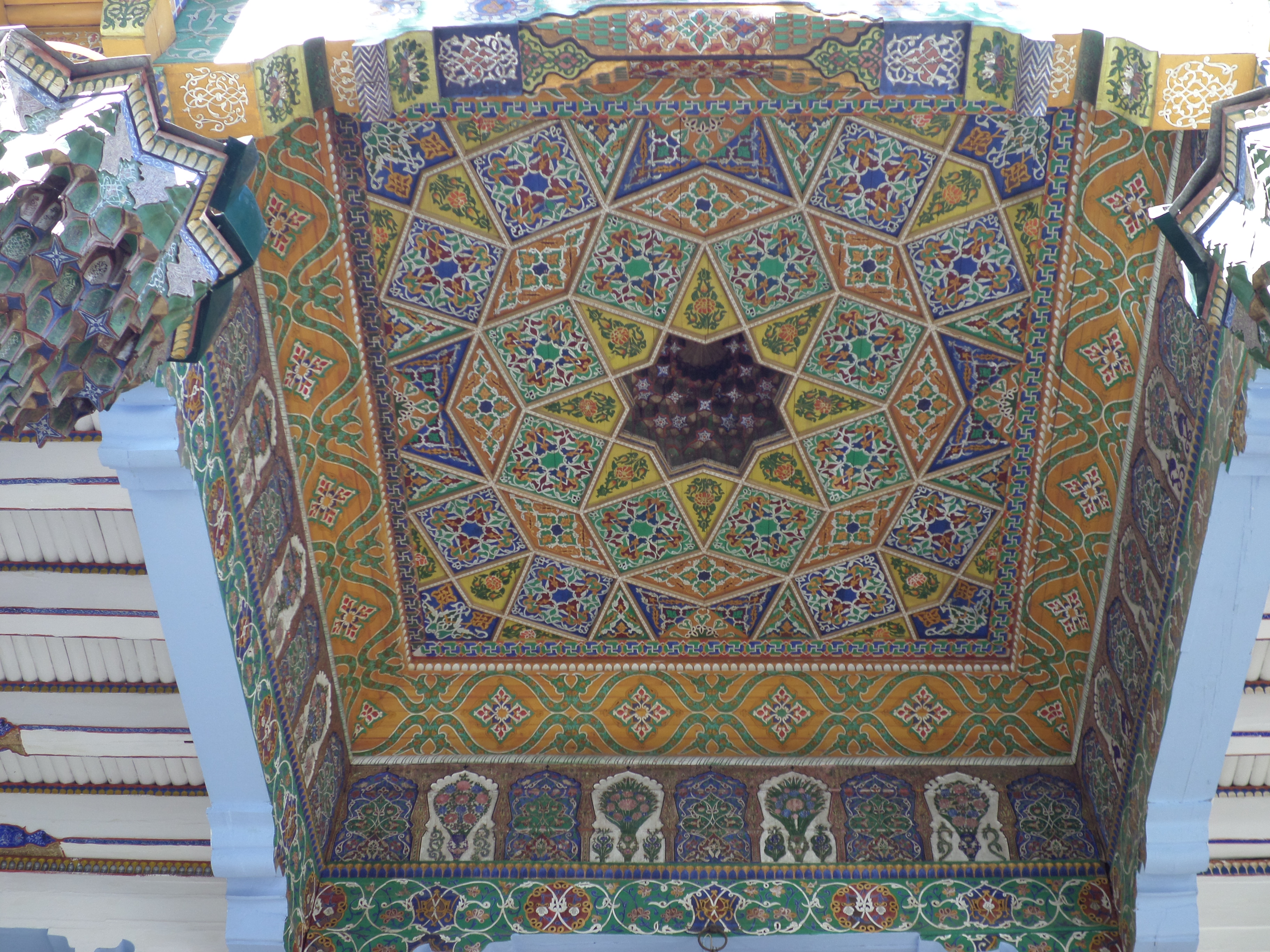
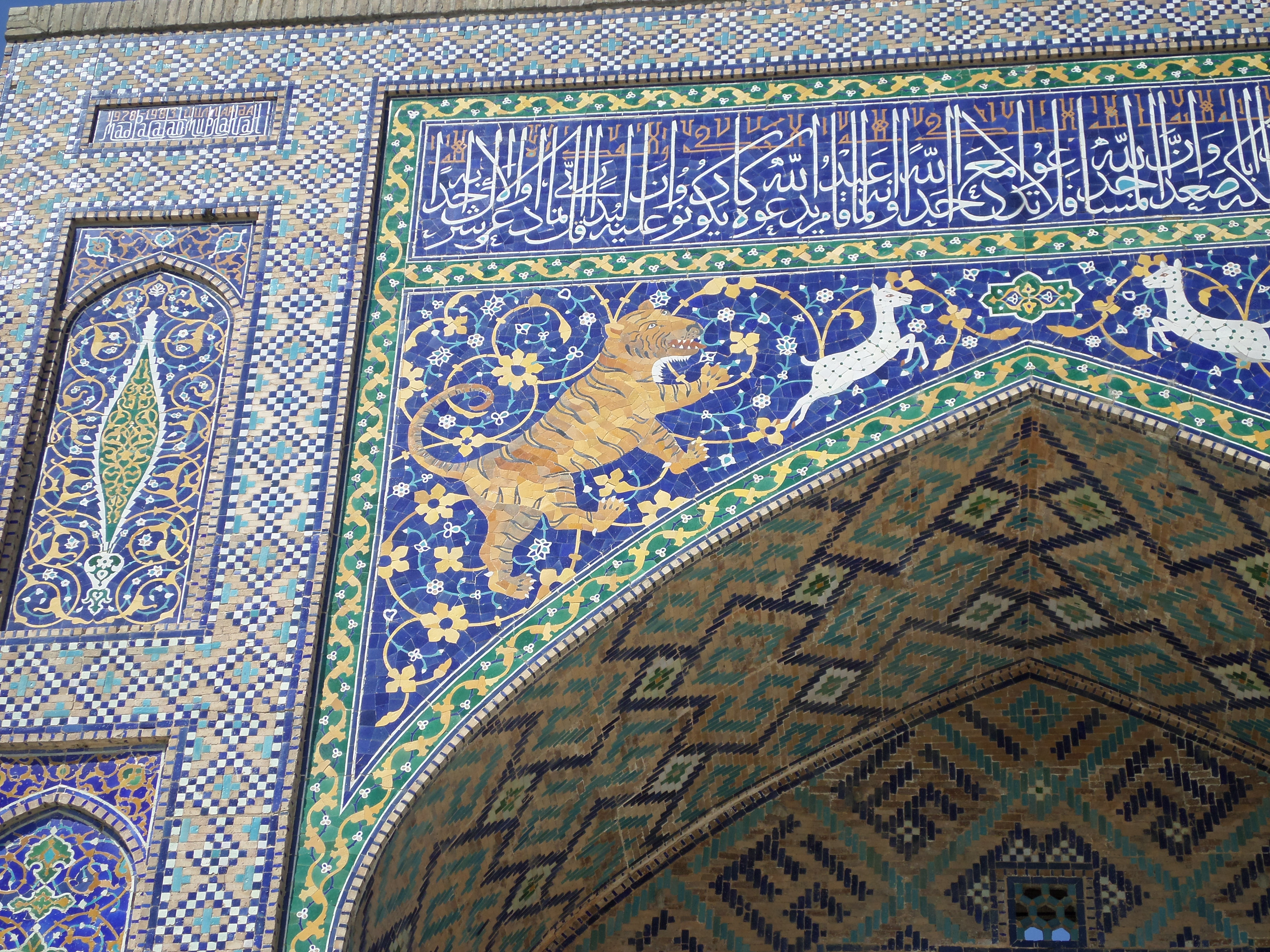
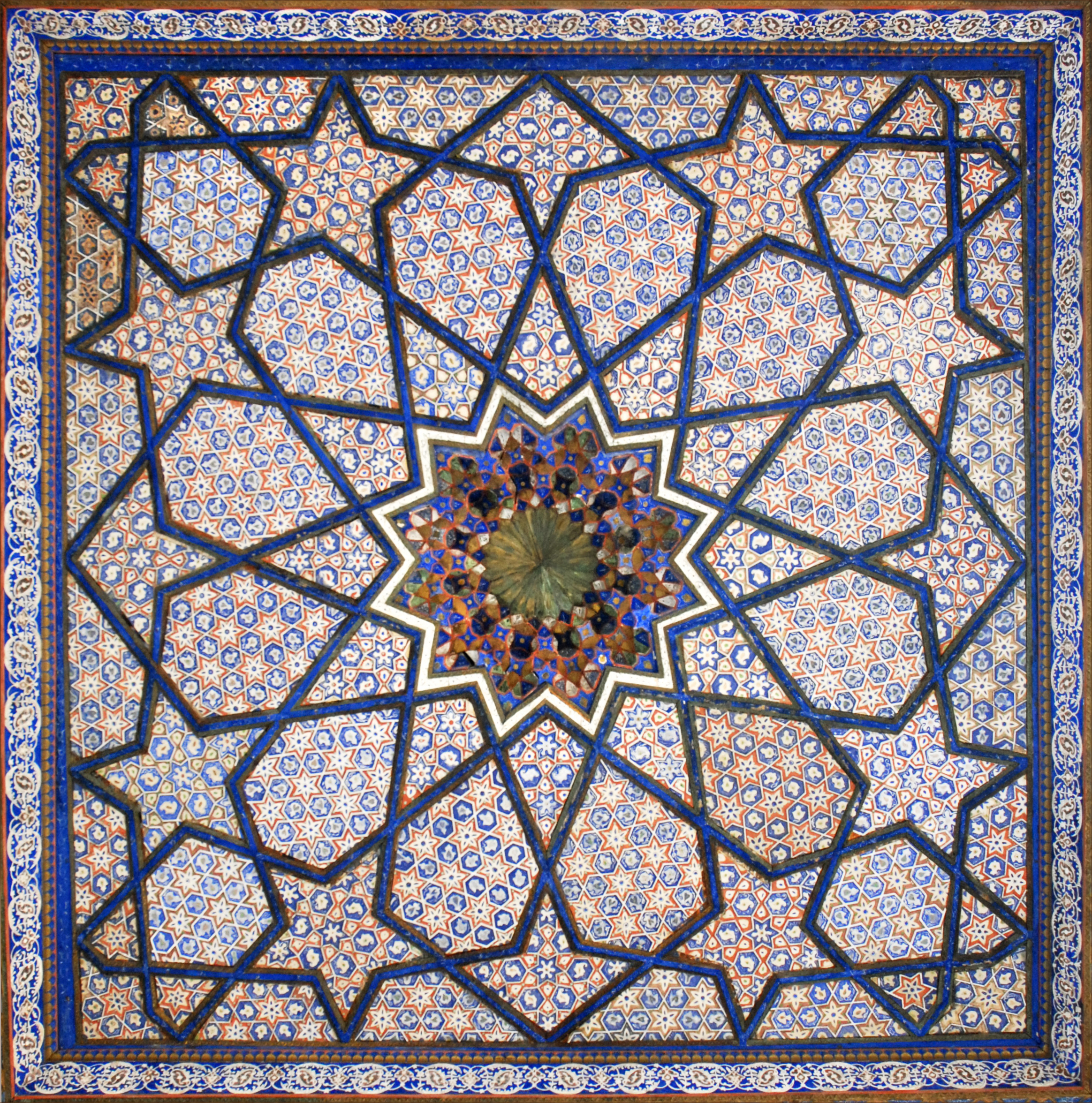
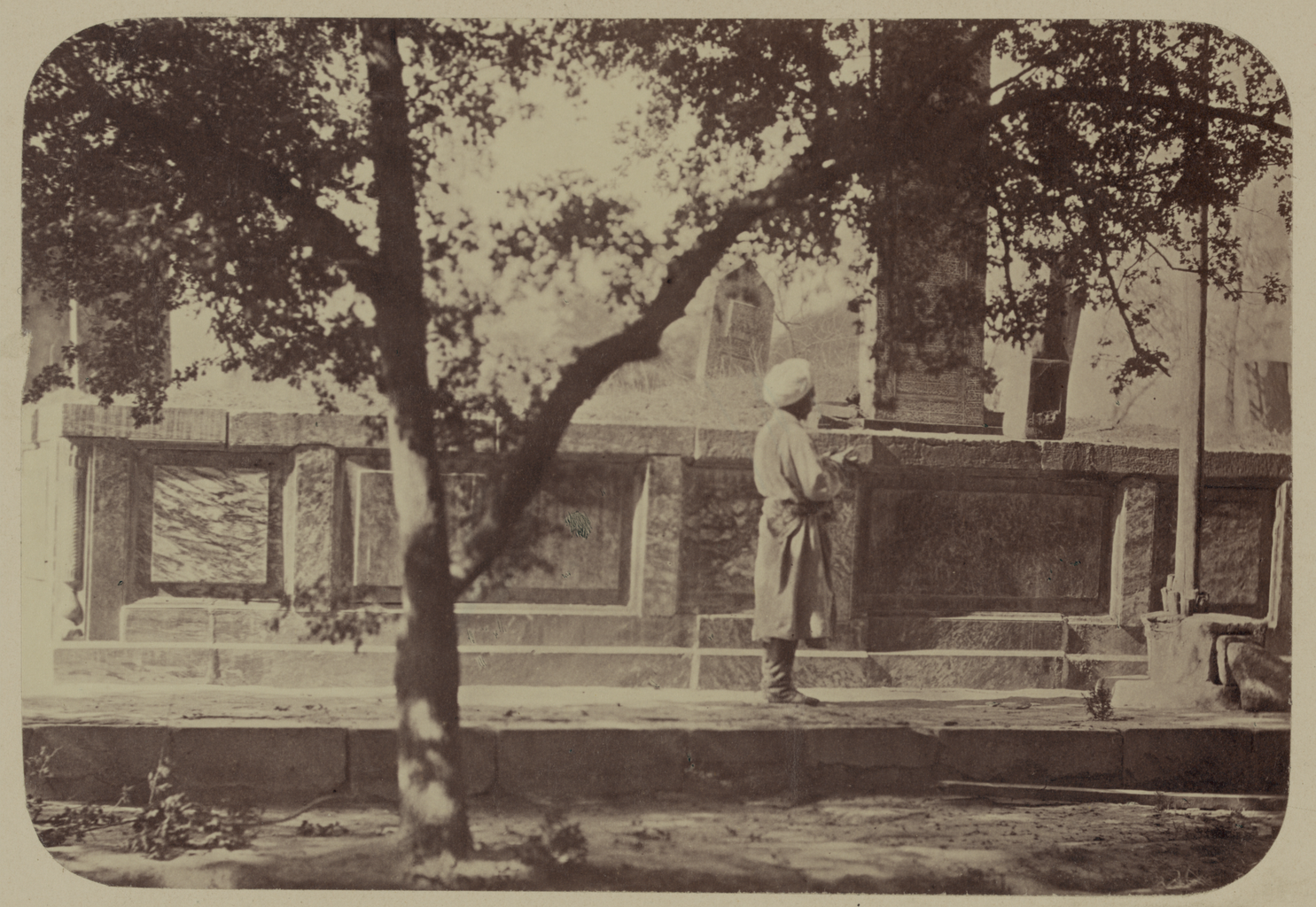